# Кашина
Кашина (італ. Cascina, Кашіна) — муніципалітет в Італії, у регіоні Тоскана,  провінція Піза.
Кашина розташована на відстані близько 260 км на північний захід від Рима, 65 км на захід від Флоренції, 10 км на південний схід від Пізи.
Населення — 45 102 особи (2014).

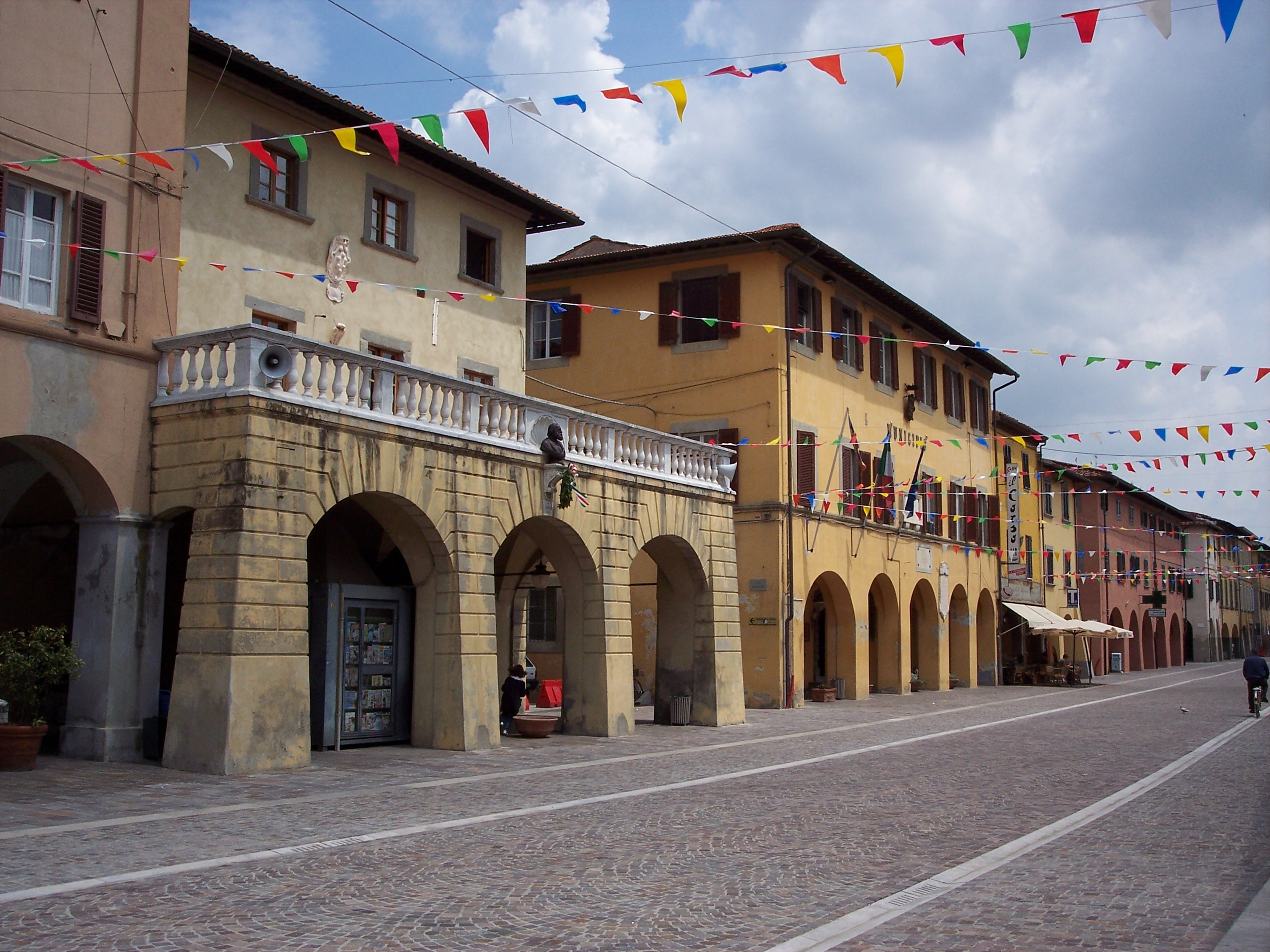

Щорічний фестиваль відбувається останнього вівторка травня. Покровитель — Santi Innocenzo e Fiorentino.

## Демографія
Населення за роками:

Станом на 1 січня 2023 року в муніципалітеті офіційно проживали 3563 іноземці з 97 країн, серед них 832 громадяни країн Євросоюзу та 133 громадяни України.

## Сусідні муніципалітети
- Кальчиная
- Коллезальветті
- Креспіна-Лоренцана
- Кашіана-Терме-Ларі
- Піза
- Понтедера
- Вікопізано